# Jalousien
Jalousien ist ein Lied des deutschen Rappers ART, in Kooperation mit der deutschen Singer-Songwriterin Madeline Juno. Das Stück ist die sechste Singleauskopplungen aus seinem Debütalbum Spirit of Ecstasy.

## Entstehung und Artwork
Jalousien wurde von den Interpreten ART (Adrian Kitzinger) und Madeline Juno selbst, zusammen mit den Koautoren Nina Chuba (Nina Kaiser) und Yannick Johannknecht (Aside) geschrieben. Die Abmischung und Produktion erfolgte unter der alleinigen Leitung von Aside. Das Mastering entstand durch Ludwig Maier von GKG Mastering in Freising.
Auf dem Frontcover der Single sind – neben Künstlernamen, Labelangabe und Liedtitel – ART und Juno zu sehen. Es zeigt die beiden, komplett in schwarz gekleidet, vor einer Zimmerwand. Vom Betrachter aus gesehen steht ART rechts neben Juno, die sich mit ihrem Rücken an ihm anlehnt. Die Fotografie entstand durch Niklas Kamp, am Set des Musikvideodrehs.

## Veröffentlichung und Promotion
Die Erstveröffentlichung von Jalousien erfolgte als digitale Single zum Streaming am 25. März 2022. Die Single erschien als Einzeltrack unter dem Musiklabel 23Hours, in Kooperation mit Groove Attack und wurde durch Believe Music vertrieben. Verlegt wurde das Lied durch 23Hours und Hanseatic Music Publishing. Am 6. Mai 2022 erschien Jalousien als Teil von ARTs Debütalbum Spirit of Ecstasy.
Erstmals bekannt wurde die Zusammenarbeit am 15. März 2022, als ART ein Bild von sich mit Juno und dem Kommentar: „Überraschende Kombi in überraschenden Zeiten“, auf seinem Instagram-Profil hochlud. In den folgenden Tagen bewarben beide ihre Veröffentlichung über die sozialen Medien, unter anderem bei Instagram und TikTok. Am 23. März 2022 wurde die Singleveröffentlichung durch Spotify Deutschland beworben. Am Tag der Veröffentlichung zierten ART und Juno das Cover der „Popland“-Playlist auf Spotify sowie der Playlist „Generation Pop“ bei Amazon Music.

## Hintergrund
ART

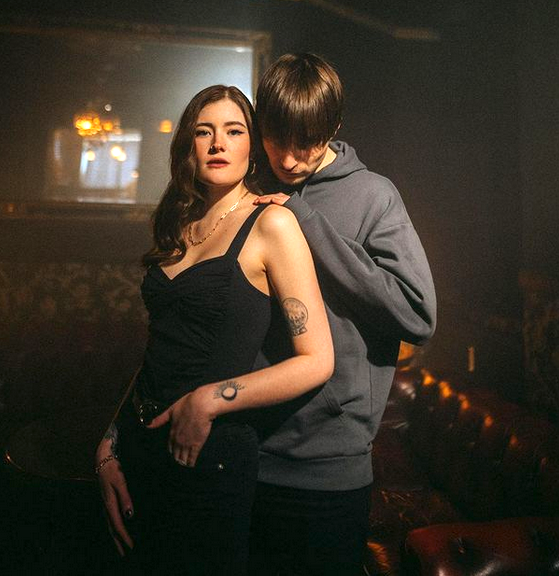
ART und Juno (2022).

ART selbst beschrieb Jalousien als seine „persönliche Lieblingssingle“ aus seinem Debütalbum Spirit of Ecstasy. Es sei ein sehr „tief gehender“ Titel und drehe sich um „2 Welten“, „2 Personen“ die sich vermissen, „2 Ansichten“ von Gedankenspielen. Es gehe darum jemandem zu vertrauen und an jemand festzuhalten, auch wenn man sich nicht sehe. Themen die in der heutigen Welt seiner Meinung „viel“ zu kurz kämen. Die von Juno getexteten Zeilen bezeichnete er als „Überverse“.
Madeline Juno
Für Juno ist Jalousien das vierte Duett innerhalb eines halben Jahres, dass als Single erschien. Nachdem sie seit ihrer ersten Single Error im Jahr 2013 lediglich zweimal als Gastsängerin (The Water mit I Heart Sharks und Sonne & Mond mit Julian le Play) in Erscheinung trat, erschien im vergangenen Jahr Nur kurz glücklich (15. Oktober 2021) mit Max Giesinger und November (Akustik) (28. November 2021) mit Esther Graf sowie am 25. Februar 2022 das Duett Solange wir fahren mit Alex Lys.
Bei Jalousien handelt es sich um die erste Zusammenarbeit von Juno mit einem Rapper. Neben der Info, dass es „spannend“ für sie gewesen sei, ihre „kleine Pop-Komfort“ verlassen zu haben, erklärte Juno selbst folgendes in Verbindung mit dem Titel:

„Nach mittlerweile so vielen Jahren, Songs und Alben die für mich persönlich immer ein großes Ganzes ergeben sollten, freue ich mich so sehr mich dieses Jahr und vor allem jetzt wo Besser kann ich es nicht erklären draußen ist ein bisschen auszuprobieren und mit anderen Künstler*innen Musik zu veröffentlichen. Jalousien ist mein erstes Feature (englisch für „Gastbeitrag“) in diesem Genre – ich bin nervös af („as fuck“; englisch etwa „besonders“) – und ich hätte mir wirklich keinen tolleren Counterpart (englisch für „Gegenstück“) als den lieben ART vorstellen können.“

## Inhalt
| „Draußen wird es hell, schließ’ die Jalousien. Bisschen einsam hier, vermiss’ die Zeit mit dir. Schlaflos im Hotel, Late-Check-out, Berlin. Doch du bleibst bei mir, auch wenn’s nicht leichter wird.“ – Refrain, Originalauszug | Der Liedtext zu Jalousien ist in deutscher Sprache verfasst. Die Musik wurde von Aside komponiert; der Text von ART, Nina Chuba und Madeline Juno geschrieben. Musikalisch bewegt sich das Lied im Bereich der Popmusik und des Raps. Das Tempo beträgt 120 Schläge pro Minute. Die Tonart ist c-Moll. Der Begriff „Jalousien“ ist der Plural von „Jalousie“, einem femininen Substantiv für eine Fensterdekoration zum Sicht- und Sonnenschutz, oder auch zum Witterungsschutz. Inhaltlich handelt es sich hierbei um ein Liebeslied, in dem ART und Juno ihre Sehnsüchte und Erinnerungen zu einer, für den Hörer fiktiven, Person verarbeiten. Es geht um die Verbindung und das Vertrauen zu einer Person, auch wenn diese nicht physisch vor Ort ist sowie dem Zusammenhalt beider Personen beziehungsweise dem aneinander Festhalten. Der Begriff „Jalousie“ wirkt in diesem Zusammenhang wie ein Synonym für das Alleinsein. Aufgebaut ist das Lied auf einem Intro, zwei Strophen und einem Refrain. Es beginnt zunächst mit dem Intro, das sich aus dem einfachen Teil des Refrains zusammensetzt. Das Intro wird von beiden Künstlern interpretiert. An das Intro schließt sich die erste Strophe an, die von ART gerappt wird. Auf die erste Strophe folgt erstmals der gemeinsam interpretierte Refrain, der aus vier Zeilen besteht, die einmal wiederholt werden. Der gleiche Vorgang wiederholt sich mit der zweiten Strophe. Nach dem zweiten Refrain endet das Lied mit einer Art Outro, das lediglich aus dem Ausruf: „Which side? Aside!“ (englisch für „Welche Seite? A-Seite!“) besteht, einem Hinweis zum Produzenten. |

## Musikvideo
Das Musikvideo zu Jalousien wurde in der Hotel-Pension Funk in Berlin gedreht und feierte seine Premiere auf YouTube am 24. März 2022 um 23:59 Uhr. Es zeigt überwiegend Art und Juno, die sich alleine an verschiedenen Orten in der Pension aufhalten und das Lied singen. Gegen Ende des Videos sieht man beide in einer kurzen Szene gemeinsam, während sie Kopf-an-Kopf auf dem Fußboden liegen. Als wiederkehrendes Element sind in vielen Szenen Jalousien zu sehen, oder es sind im Hintergrund die Schatten ebendieser zu erkennen. Die Gesamtlänge des Videos beträgt 2:44 Minuten. Regie führte der in Saarlouis wirkende Dilnas Bilgic.

## Mitwirkende
| Liedproduktion - Yannick Johannknecht (Aside): Abmischung, Komponist, Musikproduzent - Madeline Juno: Gesang, Liedtexter - Nina Kaiser (Nina Chuba): Liedtexter - Adrian Kitzinger (ART): Liedtexter, Rap - Ludwig Maier: Mastering Musikvideo - Dilnas Bilgic: Farbkorrektur, Filmeditor, Kameramann, Regisseur - Enver Fidan: Beleuchter - Niklas Kamp: Standfotograf - Eugen Kazakov: Filmproduzent - Christoph Thesen (T-Zon): Produktionsassistenz | Artwork - Niklas Kamp: Fotograf (Cover) Unternehmen - 23Hours: Musiklabel, Musikverlag - Believe Music: Vertrieb - Dreamteam Studios: Filmproduzent (Musikvideo) - GKG Mastering: Tonstudio - Hanseatic Music Publishing: Musikverlag |

## Rezeption

### Rezensionen
Béla Gerardu von rap.de beschrieb Jalousien als „melodiösen Liebestrack“.

### Chartplatzierungen
Jalousien erreichte in Deutschland Rang 78 der Singlecharts und platzierte sich eine Wochen in den Top 100. In den Midweekcharts der ersten Verkaufswoche platzierte sich die Single noch auf Rang 76. Darüber hinaus platzierte sich das Lied auf Rang 85 der Streamingcharts.
ART erreichte sowohl als Autor wie auch als Interpret je zum achten Mal die deutschen Singlecharts. Juno erreichte in beiden Funktionen je zum dritten Mal nach Error und Like Lovers Do die Singlecharts. Erstmals platzierte sie sich mit einem deutschsprachigen Titel in den offiziellen Singlecharts. Zugleich ist es ihre erste Chartnotierung nach über acht Jahren. Zuletzt platzierte sie sich mit Like Lovers Do in der Chartwoche vom 28. März 2014 in den deutschen Singlecharts. Nachdem Aside bis dato mit Highway (Katja Krasavice feat. Elif), Auf & ab (Montez) und Pussy Power (Katja Krasavice) drei Nummer-eins-Hits vorweisen konnte, platzierte sich erstmals eine Autorenbeteiligung von Chuba in den deutschen Singlecharts.´